# Extr@
Extr@ (2002–2004) – brytyjski serial edukacyjny. Serial ma cztery wersje: angielski, francuski, niemiecki i hiszpański.
Serial nadawany był przez stację Channel 4 w latach 2002-2004. W Polsce serial nadawany był na kanale TVP1.

## Obsada
| angielska               | francuska                                | niemiecka                                | hiszpańska                               |
| ----------------------- | ---------------------------------------- | ---------------------------------------- | ---------------------------------------- |
| Javier Marzan - Hector  | Lawrence Ray (Lars Oostveen) - Sam Scott | Lawrence Ray (Lars Oostveen) - Sam Scott | Lawrence Ray (Lars Oostveen) - Sam Scott |
| Julie Buckfield – Annie | Marie Cordillot - Annie                  | Britta Becker - Anna                     | Celia Meiras - Ana                       |
| Abby Simpson - Bridget  | Vanessa Seydoux - Sacha                  | Leontine Hass - Sascha                   | Vanessa Otero - Lola                     |
| Toby Walton - Nick      | Jean-Felix Callens - Nico                | Frank Brunet - Nic                       | Javier Marzan - Pablo                    |

## Spis odcinków
|    | angielska                 | francuska                  | niemiecka                  | hiszpańska               |
| -- | ------------------------- | -------------------------- | -------------------------- | ------------------------ |
| 1  | Hector’s Arrival          | L'arrivée de Sam           | Sams Ankunft               | La llegada de Sam        |
| 2  | Hector Goes Shopping      | Sam fait du shopping       | Sam geht einkaufen         | Sam va de compras        |
| 3  | Hector Has a Date         | Sam a un rendez-vous       | Sam hat ein Date           | Sam aprende a ligar      |
| 4  | Hector Looks for a Job    | Sam trouve du travail      | Sam sucht einen Job        | Sam busca un trabajo     |
| 5  | A Star Is Born            | Une étoile est née         | Ein Star ist geboren       | Ha nacido una estrella   |
| 6  | Bridget Wins the Lottery  | Le jour du loto            | Lotto Tag                  | El día de la Primitiva   |
| 7  | The Twin                  | La jumelle                 | Der Zwilling               | La gemala                |
| 8  | The Landlady’s Cousin     | La cousine de la concierge | Die Kusine der Vermieterin | La prima de la dueña     |
| 9  | Jobs for the Boys         | Du boulot pour Sam et Nico | Jobs für Nic und Sam       | Trabajos para los chicos |
| 10 | Annie’s Protest           | Annie proteste             | Anna demonstriert          | Ana protesta             |
| 11 | Holiday Time              | Les vacances               | Ferienzeit                 | Tiempo de vacaciones     |
| 12 | Football Crazy            | Fou de foot                | Verrückt nach Fußball      | Fanáticos del fútbol     |
| 13 | A Wedding in the Air      | Un mariage dans l'air      | Hochzeitsvorbereitungen    | Boda en el aire          |
| 14 | Changes                   |                            |                            |                          |
| 15 | The Bouncer               |                            |                            |                          |
| 16 | Uncle Nick                |                            |                            |                          |
| 17 | Cyber Stress              |                            |                            |                          |
| 18 | Just the Ticket           |                            |                            |                          |
| 19 | Kung Fu Fighting          |                            |                            |                          |
| 20 | Every Dog has its Day     |                            |                            |                          |
| 21 | The Entertainers          |                            |                            |                          |
| 22 | Haunting at Halloween     |                            |                            |                          |
| 23 | Truth or Dare             |                            |                            |                          |
| 24 | Pilot Nick                |                            |                            |                          |
| 25 | Art                       |                            |                            |                          |
| 26 | Alibi                     |                            |                            |                          |
| 27 | Can You Live Without ...? |                            |                            |                          |
| 28 | Christmas                 |                            |                            |                          |
| 29 | Camping                   |                            |                            |                          |
| 30 | Love Hurts                |                            |                            |                          |